# Ian Dury
Ian Dury (Harrow, 12 mei 1942 – Londen, 27 maart 2000) was een Brits zanger, liedjesschrijver en bandleider. Hij is vooral bekend als oprichter en voorman van de Britse band Ian Dury & The Blockheads.

## Biografie

### Jeugdjaren
Dury werd geboren in West-Londen als zoon van een Ierse moeder en een Engelse vader, die buschauffeur was. Na de oorlog verhuisde het gezin naar Upminster, Essex. In 1949 heerste er een polio-uitbraak en tijdens een vakantie in Southend-on-Sea zwom Dury in besmet water; hij raakte gedeeltelijk verlamd. Twee jaar later ging hij naar een school voor gehandicapte kinderen in Chailey.
Dury liet zich hierdoor niet belemmeren en groeide op tot een tiener met interesses in rock-'n-roll, jazz en schilderen. In 1964 ging hij naar het prestigieuze Royal College of Art waar Peter Blake, later bekend van de Sgt. Pepper's-hoes, hem de kneepjes van de schilderkunst bijbracht. Vanaf 1967 stond Dury zelf voor de klas; hij woonde toen in Canterbury en werd tijdens zijn eerste huwelijk vader van twee kinderen, Baxter (1971) en Jemima (1972).

### Kilburn & The High Roads
Dury besloot dat zijn toekomst niet in het schilderen lag, maar in de muziek. In 1970 werd hij zanger van de band Kilburn & The High Roads (verwijzing naar Kilburn High Road). Hun eerste optreden was op 5 december 1971 in de Croydon School of Art en in de daaropvolgende jaren bouwden ze een live-reputatie op in het kroegen- en universiteitencircuit. In 1973 stonden de Kilburns in het voorprogramma van The Who tijdens de Quadrophenia-tournee waarna ze een contract tekenden bij Dawn Records; in 1975 verschenen het album Handsome en de singles Billy Bentley en Crippled With Nerves. Daarna ging de band uit elkaar.

### The Blockheads

#### New Boots and Panties!!enDo It Yourself
Dury richtte met diverse ex-Kilburns The Blockheads op en werd door de in opkomst zijnde punkgeneratie als een antiheld onthaald. In 1977 tekende hij een contract bij het toen net gestarte Stiff Records.
Aan het eind van dat jaar verscheen het debuutalbum New Boots and Panties!! waarvan de eerste single Sex & Drugs & Rock & Roll begin 1978 een grote hit werd die in minder dan drie minuten (en in vier woorden) aangaf waar het uiteindelijk in de muziek (en dus in het leven) om draait.
De opvolgende singles waren What a Waste (later gesampled in Can I Kick It? van A Tribe Called Quest) en Hit Me with Your Rhythm Stick, een vrolijk nummer met een opmerkelijke tekst, aangezien Dury de enige is die rhythm stick op Ich liebe dich wist te laten rijmen. Wederom had hij een grote hit te pakken; nr. 1 in de Engelse top 40 in november 1978.
In mei 1979 kwam de langverwachte tweede plaat uit; Do It Yourself lag in het verlengde van New Boots, maar dan met disco-invloeden. Inbetweenies werd in sommige Europese landen op single uitgebracht, gevolgd door Reasons to Be Cheerful, Part 3 (niet op het album) dat in Engeland de derde plaats haalde.

#### Vertrek van Jankel
In 1980 stapte pianist en gitarist Chaz Jankel op; hij verhuisde naar Californië om daar aan een solocarrière te werken. Met Mickey Gallagher en ex-Dr. Feelgood-gitarist Wilko Johnson als vervangers werd het album Laughter opgenomen waarvan Superman's Big Sister op single verscheen. Het succes van de twee voorgangers werd niet geëvenaard.
De bijbehorende tournee, met Don Cherry als gasttrompettist, bracht Ian Dury op 8 juni 1981 naar Pinkpop. Na enige concerten op Australische bodem brak hij met zowel The Blockheads als met Stiff.
Dury ging weer samenwerken met Chaz Jankel en vroeg Sly and Robbie om zijn volgende plaat (opgenomen op de Bahama's) te produceren. Het op Polydor uitgebrachte Lord Upminster werd echter overschaduwd door een controverse rond Spasticus Autisticus, het nummer dat Dury schreef om zijn ongenoegen te uiten over het door Unicef uitgeroepen Internationale jaar van de Gehandicapten; de BBC weigerde het te draaien vanwege de compromisloze tekst:
So place your hard-earned peanuts in my tin
And thank the Creator you're not in the state I'm in
So long have I been languished on the shelf
I must give all proceedings to myself
Vertaling:
Dus gooi je hardverdiende centen maar in mijn mok
En dank de Schepper dat je er niet net zo aan toe bent als ik
Zo lang heb ik op mijn plank liggen wachten
Daarom moet ik alle opbrengsten aan mezelf geven
Het refrein "I'm spasticus, autisticus" was afgeleid van het antwoord dat rebellerende Romeinse gladiatoren gaven op de vraag (tenminste, in de filmversie van Stanley Kubrick) wie van hen Spartacus was; allen antwoorden met de naam van hun leider "Ik ben Spartacus" om hem te beschermen.

#### Breuk met The Blockheads
In 1982 tekende Dury bij Polydor en verruilde hij The Blockheads voor de Music Students. Met deze jonge band nam hij het album 4000 Weeks' Holiday op. De titel verwees naar het aantal weken dat een mensenleven van 75 jaar duurt. Het album verscheen pas begin 1984 en werd vanwege de Amerikaanse jazzinvloeden geen succes.
Ondertussen waren The Blockheads door producer Trevor Horn gevraagd als studiomuzikanten voor het nummer Relax van Frankie Goes To Hollywood; het bleef echter bij een demoversie.
Voor de televisieserie Het Dagboek van Adriaan Mole zong Dury in 1985 het themanummer Profoundly in Love with Pandora dat in Engeland zijn laatste top 50-notering werd. Datzelfde jaar trad hij weer op met The Blockheads en was hij te gast bij Madness tijdens een kerstconcert voor de werklozen; samen met hun grote held vertolkten de serieuzer geworden nutty boys de Kilburns-klassiekers Rough Kids en Huffety Puff, als wel hun eigen nummer 1-hit House of Fun. Verder promootte Dury het Japanse computermerk Toshiba ("Hello Tosh, got a Toshiba").

#### Film, televisie en musicals
Ondertussen was Ian Dury zich ook gaan toeleggen op poëzie, televisieprogramma's en films. Hij speelde in verschillende films waarvan The Cook, the Thief, His Wife and Her Lover van Peter Greenaway (1989) de bekendste is. Daarnaast had hij cameo's in Pirates van Roman Polański en in Sylvester Stallones sciencefictionfilm Judge Dredd.
In 1989 speelde Dury in de zelfgeschreven musical Apples die tien weken lang werd opgevoerd in het Royal Court Theatre in Londen. "This is the pick of the orchard" zong hij in het titelnummer (waarvan de oorspronkelijke versie al in 1976 was opgenomen), wat zoveel betekent als "Het neusje van de zalm". De musical en het bijbehorende album, met medewerking van o.a. Wreckless Eric, percussionist Ray Cooper (Elton John) en Steve White (Paul Weller), ontvingen louter slechte recensies.

#### Reünie, goede doelen en ziekte
In september 1990 kwamen Ian Dury & The Blockheads weer bij elkaar om geld in te zamelen voor de nabestaanden van hun overleden drummer Charley Charles. In december namen ze in de Brixton Academy het live-album Warts & Audience op waarmee ze in de belangstelling van een nieuw publiek kwamen te staan.
In 1992 stonden Ian Dury & The Blockheads in het voorprogramma van het herenigde Madness tijdens het eerste van hun tweejaarlijkse Madstock-festival in Finsbury Park. Datzelfde jaar bracht Dury ook een soloalbum uit (The Bus Driver's Prayer) en voor het benefietalbum Peace Together nam hij met Toni Halliday, zangeres van de indie-band Curve, een nieuwe versie op van What A Waste.
In 1994, het jaar waarin Jankel terugkeerde naar Londen, kreeg het optreden op Madstock een vervolg (zanger Suggs bedankt "Ian and his Dury") maar twee weken daarna werden de rollen omgedraaid en stonden Madness-leden Chris Foreman en Lee Thompson in het voorprogramma met hun eigen band The Nutty Boys tijdens drie concerten waaronder een benefiet voor het Teenage Cancer Trust.
In 1996 overleed zijn eerste vrouw Betty aan kanker en ook bij Dury zelf werd deze ziekte geconstateerd.

#### De afscheidsjaren
Vlak nadat Dury in mei 1998 bekendmaakte dat hij leverkanker had verscheen het album Mr. Love Pants dat met The Blockheads was opgenomen. De pers beschouwde het als hun beste sinds New Boots and Panties!!. Er werd een verrassingsconcert gegeven in het voorprogramma van Paul Weller.
Als ambassadeur van Unicef ging Dury met Robbie Williams, een van de artiesten die hij had aangemoedigd om ook lid te worden, naar Sri Lanka om de verspreiding van polio te helpen te voorkomen.
In december 1998 kwam Dury naar Nederland voor een concert in Paradiso en een speciaal project met mayonaiseschilderijen (hij werd vereeuwigd in de producten van Calvé); Lee Thompson was aanwezig in Paradiso en vroeg Dury om mee te werken aan het nummer Drip Fed Fred dat hij had geschreven voor het comeback-album van Madness ("Wonderful"). Medio 1999 werd het duet tussen Dury en Thompson opgenomen.
Inmiddels was Dury ook woordvoerder van het kankerbestrijdingsfonds en organiseerde hij in november 1999 een veiling tijdens een windhondenrace. Samen met Madness vertolkte hij Drip Fed Fred dat na de eeuwwisseling op single verscheen en geplaybackt werd in de National Lottery Show. De BBC maakte echter bezwaar tegen de zinsregel "We'll take pity on your souls and only cap your knees" ("We zullen jullie sparen en breken enkel jullie knieën") en knipte deze weg.
Op 6 februari 2000 gaf Dury een concert in de London Palladium dat wordt aangekondigd als New Boots & Panto; het was zijn laatste want op 27 maart kwam hij te overlijden.

### Tributeconcert en -album
In 2001 verscheen het tribute-album Brand New Boots & Panties waarop onder meer Paul McCartney en Robbie Williams een liedje van Dury zingen.
Een van zijn grafschriften luidde "Een van de weinige echte originele figuren in de Engelse muziekwereld" ("one of few true originals of the English music scene") (The Guardian). Suggs, zanger van Madness, noemde hem "mogelijk de beste tekstschrijver die we ooit hadden" ("possibly the finest lyricist we've seen").
Zijn zoon Baxter Dury is ook zanger. Hij zong op de wake na de crematie van zijn vader en heeft zelf meerdere albums uitgebracht.

### Nagedachtenis

#### Nieuw materiaal
Na het tributeconcert zijn The Blockheads doorgegaan met optreden voor het kankerbestrijdingsfonds. In 2002 verschijnt het album Ten More Turnips from the Tip (Vrij vertaald "Tien extra parels van de zwijnen") met restopnamen uit de jaren negentig plus twee nieuwe nummers, een met Robbie Williams en een met zang van Norman Watt-Roy.
In 2008 werd het dertigjarig jubileum van New Boots gevierd en kwam saxofonist Davey Payne voor het eerst in tien jaar weer meedoen. In 2009 verscheen Staring Down the Barrel, waarop de als Johan Derksen ogende zanger Derek The Draw Hussey (Dury's voormalige manager) zijn debuut maakte.

#### Biopic en documentaire
In 2010 verscheen de film Sex & Drugs & Rock 'n Roll; Ian Dury werd hierin gespeeld door Andy Serkis, die vervolgens ook gastzanger werd bij enkele optredens van The Blockheads. Ter gelegenheid van Dury's tiende sterfdag heeft men geprobeerd om via een handtekeningenactie Spasticus Autisticus opnieuw in de hitlijsten te krijgen.
Same Horse Different Jockey, het derde Dury-loze album, verscheen op 23 november 2013, precies 35 jaar na Hit Me with Your Rhythm Stick.
In 2017 verscheen de documentaire Beyond the Call of Ian Dury over de solocarrières van The Blockheads en hun samenwerking met Dury. Ook werd er aandacht besteed aan het vele sessiewerk dat ze hebben gedaan.

### Recent
De Blockheads maken bij optredens gebruik van wisselende saxofonisten waaronder Terry Edwards; Nathan King (broer en bandgenoot van Level 42-bassist Mark King) valt in voor Norman Watt-Roy. Derek Hussey overleed in februari 2022 op 65-jarige leeftijd.

## Trivia
- Ian Dury werd door Andrew Lloyd Webber gevraagd om songs te schrijven voor de musical Cats; hij sloeg het aanbod af. "Ik kan zijn muziek niet uitstaan, vooral Don't Cry For Me Argentina is om te kotsen."[1]
- In een spotprent over twee mannen die met lede ogen toezien hoe twintig jaar na punk de toekomst van de popmuziek door boybands wordt bepaald zegt de een tegen de ander "it is really a case of adding insult to Ian Dury". Dit is een woordspeling op adding insult to injury wat zoveel betekent als om de boel nog erger te maken.
- David Byrne vernoemde zijn reeks lezingen van 2018 naar Reasons to Be Cheerful.

## Discografie
- New Boots and Panties!! (1977)
- Do It Yourself (1979)
- Laughter (1980)
- Lord Upminster (1981)
- 4000 Weeks Holiday (1984)
- Warts & Audience (live, 1991)
- The Bus Driver's Prayer and Other Short Stories (1992)
- Mr. Love Pants (1998)
- Ten More Turnips From The Tip (postuum uitgebracht, 2002)

### NPO Radio 2 Top 2000
| Nummers met noteringen in de NPO Radio 2 Top 2000  | '99  | '00  | '01  | '02  | '03  | '04  | '05  | '06-'08 | '09  | '10  | '11  |
| -------------------------------------------------- | ---- | ---- | ---- | ---- | ---- | ---- | ---- | ------- | ---- | ---- | ---- |
| Hit Me with Your Rhythm Stick (met The Blockheads) | 1099 | 1105 | 1131 | 1314 | 1549 | 1454 | 1746 | -       | 1906 | 1805 | 1735 |
| Sex & Drugs & Rock & Roll (met The Blockheads)     | -    | -    | -    | 1965 | 1861 | 1813 | -    | -       | -    | -    | -    |

1. ↑  Een '-' betekent dat het nummer niet was genoteerd en een vetgedrukt getal geeft de hoogste notering van een nummer aan.
2. ↑  Deze tabel is bijgewerkt tot en met de meest recente editie (2024).